# Stefan Gunia

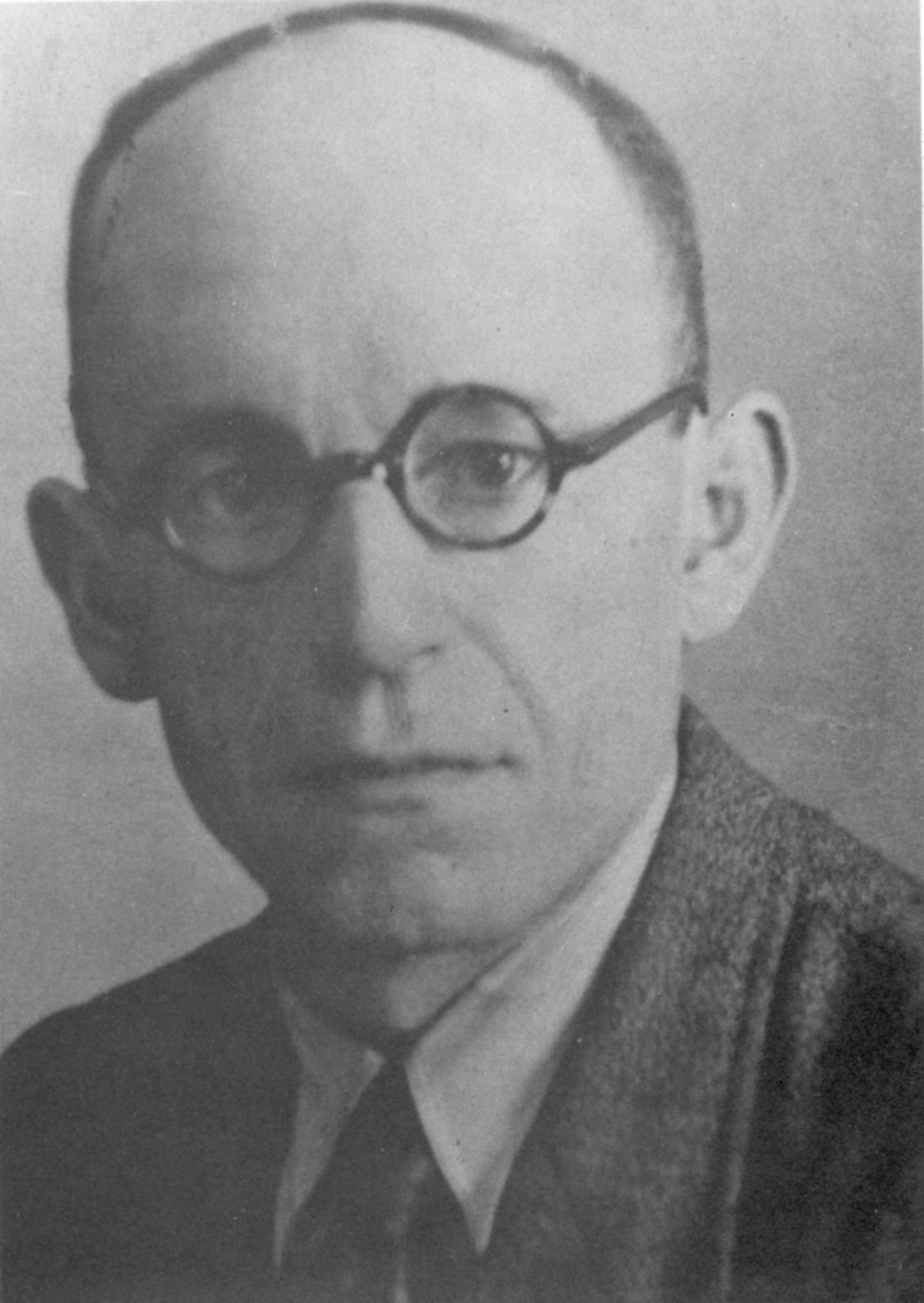

Stefan Gunia (ur. 1 sierpnia 1900 w Gaszowicach, zm. 17 lipca 1974 w Rybniku) – działacz socjalistyczny i związkowy, powstaniec śląski.
Syn robotnika Adolfa, skończył szkołę podstawową i został górnikiem w kopalni "Charlotte". Od 1916 wozak i działacz związku zawodowego górników, od 1926 rębacz. Aktywny uczestnik powstań śląskich, zwłaszcza trzeciego - brał udział w walkach o Kędzierzyn i Górę Świętej Anny. Członek PPS, 1930 wybrany członkiem Rady Zakładowej kopalni "Charlotte", a 1937 jej przewodniczącym. Podczas okupacji pracownik kopalni "Concordia" w Zabrzu, związał się tam z ruchem oporu organizowanym przez byłych PPS-owców. I 1945 uciekł z Zabrza w celu uniknięcia wcielenia do Volkssturmu i ukrywał się w Rydułtowach. Brał udział w zabezpieczaniu zakładów przemysłowych i tworzeniu rad zakładowych na południu powiatu rybnickiego. 27 III 1945 został pełnomocnikiem do tworzenia tymczasowych władz gminnych, a 1 IV 1945 zastępcą naczelnika gminy Rydułtowy. Wówczas wstąpił do PPR, w połowie maja 1945 został wybrany przewodniczącym Zarządu Okręgowego (ZO) Związku Zawodowego Górników (ZZG) z siedzibą w Rybniku (do 1950). 1945-1950 członek egzekutywy Komitetu Powiatowego (KP) PPR/PZPR i Prezydium Powiatowej Rady Narodowej (PRN) w Rybniku. Delegat na I Zjazd PPR w grudniu 1945 w Warszawie. Kandydował w wyborach do sejmu 1947 z listy Bloku Stronnictw Demokratycznych. 1951-1953 wiceprzewodniczący Zarządu Głównego (ZG) ZZG w Katowicach. Od 1953 pracownik Rybnickiego Zjednoczenia Przemysłu Węglowego, później dyrektor kopalni "Dębieńsko". Od 1955 ponownie w ZG ZZG, gdzie był członkiem prezydium. 1957 został przewodniczącym Okręgu ZZG w Rybniku, od 1959 starszy techniczny inspektor pracy w ZG ZZG. Od 1961 na emeryturze. Był odznaczony m.in. Krzyżem Komandorskim i Kawalerskim Orderu Odrodzenia Polski, Krzyżem Partyzanckim, Medalem 10-lecia Polski Ludowej (30 listopada 1954) i Śląskim Krzyżem Powstańczym.